# Кайындысай (Актюбинская область)
Кайындысай (каз. Қайыңдысай, до 2007 г. — Березовка) — село в Алгинском районе Актюбинской области Казахстана. Входит в состав Маржанбулакского сельского округа. Код КАТО — 153247200.

## Население
| Численность населения | Численность населения | Численность населения | Численность населения |
| 1989                  | 1999                  | 2009                  | 2021                  |
| --------------------- | --------------------- | --------------------- | --------------------- |
| 315                   | ↗352                  | ↘321                  | ↘296                  |

В 1989 году население села составляло 315 человек. Национальный состав: казахи — 57 %. В 1999 году население аула составляло 352 человека (167 мужчин и 185 женщин). По данным переписи 2009 года, в ауле проживал 321 человек (160 мужчин и 161 женщина). По данным переписи 2021 года, в селе проживало 296 человек (170 мужчин и 126 женщин).